# 다함께 찬양해
《다함께 찬양해》는 다음세대 K-워십의 주역들과의 토크와 찬양을 통해 한국교회의 영적회복과 찬양의 부흥을 꾀하는 CTS기독교TV의 찬양 프로그램이다.